# Ісседони
Ісседони (грец. ’Ισσηδόνες, лат. Essedones) — один з найдавніших історичних іранських кочових етносів, відомий, принаймні, з VII до н. е. Найдавніша згадка етноніму — у Алкмана (Фр. 136 А. См. Steph. Byz. s. v. Ίσσηδόνες < Έσσηδόνες).
За Арістеєм з Проконессу (у поданні Геродота (Історія, IV, 13)) ісседони під тиском арімаспів напали на скіфів і примусили останніх піти за р. Аракс.
В іншому місці, локалізуючи массагетів (Історія, I, 201), Геродот пише, що останні живуть «…на сході, за р. Аракс, навпроти ісседонів».
Окремо Геродот повідомляє про дуже архаїчні звичаї ісседонів (ритуальний канібалізм тощо) (Історія, IV, 26). Ці архаїчні звичаї та особливості в культурі зробили ісседонів дуже популярними в античній літературі.
На окрему увагу заслуговують повідомлення незалежних від Геродота Помпонія Мели («…за ними (арімаспами) живуть есседони до самої Меотіди…») та Плінія Старшого, який називає ісседонів/ есседонів одними з найвідоміших племен, яких перси називають саками, та локалізує їх спочатку разом з сарматами на схід від р. Танаїс, а в іншому місці у горах на Пн. Кавказі.
Згадки у Птолемея Ісседона Скіфського (Geo., VI, 15), Ісседона Серіки (Geo., VI, 16) та власне «великого народу ісседонів»(Geo., VI, 16) на далекому сході дали підстави пов'язати етнонім ісседони з відомим з китайських джерел етнонімом усунь/вусунь
| «Ототожнення ісседонів… з усунь, арсі, асіанами чи асами-аланами пов'язано з великими труднощами, хоча в принципі кожна з цих ідентифікацій (чи всі) можливі.»[12] |
Наразі обмеженість джерел залишає питання ідентифікації та локалізації ісседонів відкритим. Показовою є наступна думка:
| «…уявлення археологів про єдність культур євразійських степів у скіфський час на кшталт уявленню античного світу щодо цієї території, стало підставою для узагальнювального вживання терміна „скіфи“. Тому на зміну визначенню всіх культур цього кола як скіфських в археологічну літературу прийшла традиція називати усю цю сукупність пам'яток „скіфо-сибірською культурно-історичною спільнотою“ чи „культурами скіфського типу“.»[13] |